# 純情スペクトラ
「純情スペクトラ」（じゅんじょうスペクトラ）は、Zweiの12枚目のシングル。2012年11月21日にアニプレックスから発売された。

## 内容
- 本作は、フジテレビ「ノイタミナ」枠のテレビアニメ『ROBOTICS;NOTES』前期オープニングテーマ。Zweiにとって初のテレビアニメのタイアップであり、原作ゲームに引き続き主題歌を担当した。なお、バンドにとってはAniplex（Sony系）から初となるリリース。
- 初回限定盤と通常盤の2種類あり、初回限定盤の特典DVDにはアニメのノンテロップOP映像と、メンバー2人が出演しているPVショートバージョンが収録され、特典として愛のZweiステッカーと福田知則描き下ろし三方背ケースも付いてくる。
- 初回生産限定盤ジャケットには、アニメ版『ROBOTICS;NOTES』のヒロイン・瀬乃宮あき穂と神代フラウと大徳淳和が描かれている。
- 通常盤ジャケットには、7枚目のシングル「DISTANCE」以来となるメンバー2人が飾った。
- カップリング曲は、Moonbugのリミックスによる「純情スペクトラ」と、PandaBoYのリミックスによる「拡張プレイス」を収録。

## チャート成績
オリコンデイリーチャートでは最高27位、2012年12月3日付のオリコンウィークリーチャートでは初登場33位を記録し、Zweiにとってシングルとしては最高記録を更新し、前作「拡張プレイス」を上回った。アニメロ（Android）シングル週間ランキングでは2位を記録した。

## 収録曲
（全作詞・作曲：志倉千代丸）
1. 純情スペクトラ
編曲：大島こうすけ
2. 純情スペクトラ (Moonbug remix)
編曲：Moonbug
3. 拡張プレイス (PandaBoY remix)
編曲：PandaBoY
4. 純情スペクトラ (アニメver.)
編曲：大島こうすけ
5. 純情スペクトラ (カラオケver.)
編曲：大島こうすけ

## 初回盤特典DVD収録内容
- アニメ『ROBOTICS;NOTES』ノンテロップOP映像
- 「純情スペクトラ」PVショートver.